# Pro Cycling Manager Saison 2009
Pro Cycling Manager Saison 2009 est un jeu vidéo de gestion d'équipe cycliste sorti en 2009 et fonctionne sur Windows. Le jeu a été développé par Cyanide et édité par Focus Home Interactive.
Le jeu est également disponible sur la console PSP.

## Système de jeu
Toutes les équipes importantes sont présentes avec licences. BBox Bouygues Telecom, Garmin-Slipstream et Agritubel entre autres n'ont pas de licences. Toutefois notons que faute de temps pour obtenir la licence, Lance Armstrong n'existe pas et est remplacé par Lance Neilstrung. Néanmoins, les points de caractéristiques de Neilstrung correspondent à Lance Armstrong.
On note l'arrivée de plusieurs nouvelles disciplines de cyclisme sur piste : le 200 m, le scratch, la course aux points et l'omnium font leur apparition.
Possibilité de créer son équipe personnalisée en mode carrière. Cette dernière sera inscrite en Continental Tour (D2).
Le jeu possède aussi une possibilité de personnaliser le jeu inégalée dans la série grâce à l'option « éditeur de base de données ».

## Accueil
- Jeuxvideo.com : 14/20 (PC)[1] - 14/20 (PSP)[2]